# Charavines
Charavines település Franciaországban, Isère megyében. Lakosainak száma 2014 fő (2022. január 1.). Charavines Apprieu, Bilieu, Chirens, Oyeu és Villages du Lac de Paladru községekkel határos.

## Népesség
A település népességének változása:
| Lakosok száma | 1250 | 1163 | 1251 | 1700 | 1823 | 1907 | 1925 | 1918 | 1950 | 2014 |
|               | 1968 | 1982 | 1990 | 2006 | 2013 | 2015 | 2017 | 2019 | 2020 | 2022 |